# Double Star
Double Star va ser una missió conjunta xinesaeuropea i dirigida per l'ESA i l'Agència Espacial Xina (CNSA) per a l'estudi de la magnetosfera terrestre, complementant la missió Cluster. En el 1997, la CNSA va convidar a l'ESA a participar en el Double Star, i el 9 de juliol de 2001 es va signar un acord per dur a terme la missió conjunta.
La missió va consistir en dos satèl·lits, tots dos dissenyats, desenvolupats i llançats per l'Administració Espacial Xina, volant en òrbites diferents al voltant de la Terra. L'ESA va construir vuit dels instruments científics que anaven a bord de cada satèl·lit (els primers instruments científics europeus a volar en una missió xinesa), set dels quals eren instruments de recanvi per les Cluster i que mai van ser utilitzades. També es va posar a la disposició de la missió l'estació de Villafranca del Castillo per recollir dades dels satèl·lits durant diverses hores al dia.

## Història
El primer satèl·lit (denominat Tan Ce 1, o TC-1, Explorador 1 en xinès) va ser llançat a les 20:06 CET del 29 de desembre de 2003 per un coet Llarga Marxa 2C a una òrbita equatorial el·líptica de 550 x 66.970 km i amb una inclinació orbital de 28,5 graus des del Centre Espacial de Xichang. Des d'aquesta òrbita va poder estudiar l'enorme magnetocua, la regió de la magnetosfera en què les partícules són accelerades cap als pols magnètics de la Terra per un procés denominat reconnexió. El TC-1 va reentrar en l'atmosfera terrestre el 14 d'octubre de 2007.
El segon satèl·lit (Tan Ce 2 o TC-2, Explorador 2) va ser llançat a una òrbita polar de 700 x 39.000 km (amb un període d'11,7 hores) a les 15:15 CET del 25 de juliol de 2004, dedicant-se a estudiar els processos que tenen lloc sobre els pols magnètics i el desenvolupament de les aurores polars.
L'agost de 2007 es va perdre el contacte amb TC-2, recuperant-se al novembre del mateix any. Es van aconseguir reactivar els instruments europeus, amb els quals el satèl·lit segueix recollint dades.
La durada de la missió principal era de 18 mesos, i més tard va ser estesa.

## Especificacions

### TC-1
- Massa total: 350 kg
- Perigeu: 555 km
- Apogeu: 78.051 km
- Inclinació orbital: 28,5 graus

### TC-2
- Massa total: 660 kg
- Perigeu: 655 km
- Apogeu: 38.574 km
- Inclinació orbital: 90 graus
- Període: 695,1 minuts